# 23064 Mattmiller
23064 Mattmiller este un asteroid din centura principală de asteroizi.

## Descriere
23064 Mattmiller este un asteroid din centura principală de asteroizi. A fost descoperit pe 7 decembrie 1999 la Socorro, New Mexico, în cadrul proiectului LINEAR. Asteroidul prezintă o orbită caracterizată de o semiaxă mare de 3,02 ua, o excentricitate de 0,13 și o înclinație de 3,0° în raport cu ecliptica.